# Тензометрия
Тензометрия (от лат. tensus — напряжённый и греч. μετρέω — измеряю) — совокупность экспериментальных методов определения механического напряжения детали, конструкции. Основана на определении деформаций или других параметров материала, вызванных механическим напряжением (например, двойного лучепреломления или вращения плоскости поляризации света в нагруженных прозрачных деталях).
Приборы для измерения деформаций называются тензометрами. По принципу действия тензометры делятся на электрические, оптические, пневматические, акустические. В состав тензометра входит тензометрический датчик и показывающие устройства (индикаторы) и/или регистрирующие устройства.
Тензометры, предназначенные для измерения деформаций во многих точках исследуемого объекта и снабжённые средствами обработки данных, их регистрации и передачи в качестве сигналов управления, часто называют тензометрическими станциями или тензостанциями.
До 1980-х годов тензостанции представляли собой комплекс самописцев, регистрирующих сигналы многих датчиков на бумажной ленте. Развитие компьютерной техники и применение АЦП изменило облик этой аппаратуры. Стала возможной не только регистрация сигналов тензодатчиков, но и их цифровая обработка в реальном времени, визуализация деформаций на экранах мониторов и автоматическая выдача управляющих сигналов для изменения режима работы тестируемой конструкции, например, для компенсации деформации деталей манипуляторов в станках с ЧПУ, что позволяет повысить точность обработки заготовки.

## Физические принципы тензометрии
Предложено много различных способов измерения деформаций, каждый из них имеет свои преимущества и недостатки, поэтому выбор того или иного метода зависит от конкретной задачи.

### Оптические
Основаны на измерении малых смещений поверхностей, которые регистрируются, например, интерференционными методами, методами муаровых узоров и др.
Отдельную группу оптических методов составляют оптоволоконные датчики, основанные на измерении деформации приклеенной к исследуемому объекту оптоволоконной нити, в которой сформирована Брегговская решётка.
Для исследования деформаций оптически прозрачных деталей применяют методы, основанные на эффекте возникновения двойного лучепреломления или вращении плоскости поляризации в нагруженных деталях — явление фотоупругости. При этом деталь помещают между скрещённых поляризаторов и в проходящем свете наблюдают визуализированную картину напряжений. При этом обычно изучают деформации оптически прозрачных макетов деталей.

### Пневматические
Основаны на измерении давления сжатого воздуха в сопле, примыкающем к поверхности исследуемой детали. Изменение расстояния до сопла от поверхности вызывает регистрируемое изменение давления.

### Акустические
При нагружении деталей изменяются акустические параметры материала, такие как скорость звука, акустическое сопротивление, затухание. Эти изменения могут быть измерены пьезоэлектрическими датчиками.
Также к акустическим методам относят датчики, при нагружении которых изменяется частота собственных колебаний чувствительного элемента — например, струнные.

### Электрические
Используют изменение электрических параметров материала чувствительного элемента тензодатчика при нагружении, обычно изменения электрического сопротивления (тензорезистивные датчики) или генерирующие напряжения при деформациях (пьезоэлектрические). Недостаток последних — они непригодны для измерений статических деформаций, но имеют очень высокую чувствительность.
Условно к электрическим методам можно отнести различные электрические измерители малых смещений — ёмкостные, индукционные датчики и др.

### Рентгеновские
При деформации материала изменяются межатомные расстояния в металлической решётке материала исследуемого объекта, что может быть измерено рентгеноструктурными методами.

## Тензорезистивный метод
Сейчас это наиболее удобный и чаще других используемый метод. При деформации электропроводящих материалов (металлов, полупроводников) происходит изменение их удельного электрического сопротивления и, как следствие, — изменение сопротивления чувствительного элемента датчика. В качестве проводящих материалов обычно используются металлические плёнки, напылённые на гибкую диэлектрическую подложку. В последнее время находят применение полупроводниковые датчики. Сопротивление чувствительного элемента измеряется тем или иным способом.

### Конструкция типичного металлического датчика

Плёночный тензорезистор. На подложку через фигурную маску в вакууме напылена или сформирована методами фотолитографии плёнка металла. Для подключения электродов выполнены контактные площадки (снизу). Метки облегчают ориентацию при монтаже.

На диэлектрическую подложку (например, полимерную плёнку или слюду) в вакууме через маску напыляют плёнку металлического сплава, либо формируют проводящую конфигурацию на подложке фотолитографическими методами. В последнем случае на предварительно напылённую сплошную плёнку металла на подложке наносят слой фоторезиста и засвечивают его ультрафиолетовым излучением через фотошаблон. В зависимости от вида фоторезиста, либо засвеченные, либо незасвеченные участки фоторезиста смываются растворителем. Затем незащищённую фоторезистом металлическую плёнку растворяют (например, кислотой), формируя фигурный рисунок металлической плёнки.
В качестве материала плёнки обычно используются сплавы, имеющие низкий температурный коэффициент удельного сопротивления (например, манганин) — для снижения влияния температуры на показания тензометра.
При использовании тензорезистор подложкой приклеивают к поверхности исследуемого на деформации объекта или поверхности упруго-деформируемого элемента в случае применения в весах, динамометрах, торсиометрах, датчиках давления и др., так, чтобы тензорезистор деформировался вместе с деталью.
Чувствительность к деформации такого тензорезистора зависит от направления приложения деформирующей силы. Так, наибольшая чувствительность при растяжении и сжатии — по вертикальной по рисунку оси и практически нулевая при горизонтальной, так как полоски металла в зигзагообразной конфигурации сильнее изменяют своё сечение при вертикальной деформации.
Тензорезистор включается с помощью электрических проводников во внешнюю электрическую измерительную схему.

### Измерительная схема

Измерительный мост с вольтметром в диагонали. Тензорезистор обозначен R_{x}.

Обычно тензорезисторы включают в одно или два плеча сбалансированного моста Уитстона, питаемого от источника постоянного напряжения (диагональ моста A—D). С помощью переменного резистора R2 производится балансировка моста, так, чтобы в отсутствии приложенной силы напряжение диагонали сделать равным нулю. С диагонали моста B—C снимается сигнал, далее подаваемый на измерительный прибор, дифференциальный усилитель или АЦП.
При выполнении соотношения R1 / R2 = Rx / R3 напряжение диагонали моста равно нулю. При деформации изменяется сопротивление Rx (например, увеличивается при растяжении), это вызывает снижение потенциала точки соединения резисторов Rx и R3 (B) и изменение напряжения диагонали B—C моста — полезный сигнал.
Изменение сопротивления Rx может происходить не только от деформации, но и от влияния других факторов, главный из них — изменение температуры, что вносит погрешность в результат измерения. Для снижения влияния температуры применяют сплавы с низким ТКС, термостатируют объект, вносят поправки на изменение температуры и/или применяют дифференциальные схемы включения тензорезисторов в мост.
Например, в схеме на рисунке вместо постоянного резистора R3 включают такой же тензорезистор, как и Rx, но при деформации детали этот резистор изменяет своё сопротивление с обратным знаком. Это достигается наклейкой тензорезисторов на поверхности по-разному деформируемых зон детали, например, с разных сторон изгибаемой балки или с одной стороны, но со взаимно перпендикулярной ориентацией. При изменении температуры, если температура обоих резисторов равна, знак и величина изменения сопротивления (вызванного изменением температуры) равны, и температурный уход при этом компенсируется.
Также промышленностью выпускаются специализированные микросхемы для работы совместно с тензорезисторами, в которых помимо усилителей сигнала часто предусмотрены источники питания моста, схемы термокомпенсации, АЦП, цифровые интерфейсы для связи с внешними цифровыми системами обработки сигналов и другие сервисные функции.

## Применение тензометрии
Используется при проектировании различных машин, деталей, сооружений. При этом, как правило, изучаются деформации не самих проектируемых объектов, а их макетов — например, макетов мостов, корпусов летательных аппаратов и др. Часто макеты выполняются в уменьшенном размере.
Также применяется в различных силоизмерительных устройствах, приборах — весах, манометрах, динамометрах, датчиках крутящего момента (торсиометрах). В этих устройствах тензодатчики измеряют деформации упругих элементов (балок, валов, мембран).